# Paseo del granjero
El paseo del granjero (farmer's walk) es uno de los eventos más comunes en el atletismo de fuerza, en el cual un atleta lleva dos objetos, uno en cada mano y debe correr con ese peso por cierto espacio (generalmente 30-40 metros) en el menor tiempo posible.
El peso de cada objeto varía según el nivel de la competición y si se trata de una competición de fuerza estática o dinámica. Los pesos más usados son de 120 a 165 kg. Los competidores suelen enfrentarse de a dos.
En este evento, uno de los atletas más destacados es Vasyl Virastyuk de Ucrania.